# Ley Provisional de Matrimonio Civil (España)
Ley Provisional de Matrimonio Civil de 18 de junio de 1870 fue la primera disposición que estableció el matrimonio civil en España con carácter obligatorio.
Esta norma fue más allá de disponer el matrimonio civil y constituyó casi un breve código familiar, que aprovechó por una parte el proyecto de 1851. Además sirvió de base para conceptos posteriormente utilizados en el Código Civil promulgado en 1889. Su vigencia completa fue corta, pues en 1875, tras la restauración borbónica sus efectos fueron muy recortados.

## Entorno histórico y político
Antes de esta Ley, el matrimonio canónico constituía en España el único y exclusivo sistema de unión marital legal, según la Real Cédula de Felipe II de 12 de julio de 1564.
La Ley Provisional de Matrimonio Civil, se debe entender en el ámbito político del Gobierno Provisional de 1868-1871, dentro del Sexenio Democrático y de la constitución de 1869, en la que se estableció en los artículos 21 y 27 la libertad de culto. Mientras se presentaba en las Cortes Generales un proyecto de Código Civil, que no vería la luz pública hasta 1889, el entonces ministro de Gracia y Justicia Eugenio Montero Ríos impulsó la aprobación de esta ley, en principio de carácter provisional, en la que se imponía el matrimonio civil como única forma reconocida de vínculo matrimonial. De acuerdo con el artículo 2, el matrimonio que no se celebrase con arreglo a esta ley no produciría efectos civiles con respecto a las personas y bienes de los cónyuges y de sus descendientes.

## Estructura y contenido
La ley está antecedida de una amplia exposición de motivos y se estructura en ocho capítulos más una disposición general y dos transitorias:
- Capítulo I. Naturaleza del matrimonio.
- Capítulo II. Aptitud y dispensas.
- Capítulo III. Preliminares.
- Capítulo IV. Celebración.
- Capítulo V. Efectos del matrimonio sobre las personas y los bienes.
- Capítulo VI. Prueba.
- Capítulo VII. Divorcio.
- Capítulo VIII. Disolución y nulidad.

### Imposibilidad de contraer matrimonio
Según el artículo 5 de la Ley, aun cuando tuvieran aptitud legal, no podían contraer matrimonio, entre otros:
- Los católicos que estuvieran ordenados o que hubieran profesado en una orden religiosa, si no hubieran obtenido la correspondiente licencia canónica.
- La viuda durante los 301 días siguientes a la muerte de su marido, o antes de su alumbramiento si hubiera quedado en cinta.[5]

### Divorcio y separación
La ley establecía en su artículo 1 que "el matrimonio es, por su naturaleza, perpetuo e indisoluble".
El artículo 83, al regular el divorcio, establecía que "el divorcio no disuelve el matrimonio, suspendiendo tan sólo la vida común de los cónyuges y sus efectos. Igualmente prohibía la separación convencional de hecho, exigiendo el mandato judicial.
De la misma manera se disponía que la separación legal era un derecho que correspondía solo al cónyuge inocente y se funda en causas legales.

### Relaciones conyugales
La capacidad procesal de la mujer estaba muy disminuida en la Ley. En este sentido el artículo 48 de la ley disponía «la obediencia de la mujer al marido», y el artículo 45 añadía que «El marido debe tener en su compañía y proteger a la mujer. Administrará también sus bienes... y estará facultado para representarla en juicio ... y para darle licencia para celebrar los contratos y los actos que le sean favorables.».
El artículo 52 prohibía a la mujer «publicar escritos ni obras científicas ni literarias de que fuera autora o traductora, sin licencia de su marido, o, en su defecto, sin autorización judicial competente».

## Vigencia
La plena vigencia de esta ley fue corta porque después de la restauración borbónica, el Decreto de 9 de febrero de 1875, firmado por Antonio Cánovas del Castillo y siendo Ministro de Gracia y Justicia Francisco de Cárdenas, vino a rebajar lo establecido en la ley del matrimonio civil al recoger efectos retroactivos plenos a los matrimonios canónicos celebrados desde la entrada en vigor de la Ley de 1870. Restablecía también como forma legal el matrimonio canónico, y dejaba a la vía civil como excepcional, únicamente para aquellos casos que los contrayentes declarasen no profesar la religión católica.